# Trixa nox
Trixa nox är en tvåvingeart som först beskrevs av Hiroshi Shima 1988.  Trixa nox ingår i släktet Trixa och familjen parasitflugor.
Artens utbredningsområde är Nepal. Inga underarter finns listade i Catalogue of Life.